# Акліматизаційний сад ВУАН
Акліматизаційний сад — колишній ботанічний сад у Києві (1912—1975), а також науково-дослідна установа в складі Всеукраїнської академії наук і АН УРСР, яка існувала в 1919—1935 роках. Заснований біологом Миколою Кащенком.

## Історія
Заснований за ініціативи професора зоології Київського політехнічного інституту Миколи Кащенка у 1912 році на території інституту. Первинною метою саду було розведення лікарських рослин, з початком Першої світової війни — для потреб фронту. Станом на 1916 рік у саду росло близько 150 видів таких рослин.
При створенні Української академії наук у 1918 році Акліматизаційний сад було включено до її структури, а при ньому створено кафедру акліматизації, яку очолив директор саду Микола Кащенко. Задачею саду й кафедри було дослідження процесів акліматизації південних рослин, зокрема персику, абрикоси, винограду, айви тощо.
У травні 1921 року Кащенка було звільнено з КПІ, а влітку було конфісковано й ділянку саду. 1922 року деякі рослини з саду було переміщено до ділянки навколо нового будинку Кащенка на Великій Дорогожицькій вулиці. Згодом до ділянки було долучено нові території і станом на 1930 рік до саду належало п'ять окремих ділянок загальною площею 12 га. Колекція саду налічувала близько 500 видів рослин.
На території саду було створено пасіку з метою кращого запилення рослин.
У 1927 році сад брав участь у проведені сільськогосподарської виставки. 1931 року установу відвідав Президент ВАСГНІЛ академік Микола Вавилов та залишив позитивні відгуки про роботу закладу.
15 грудня 1933 року Миколу Кащенка було звільнено з посади директора Акліматизаційного саду рішенням Президії ВУАН, а після його смерті 1935 року сад передано до складу Інституту ботаніки АН УРСР. З 1946 року сад було передано до складу Центрального ботанічного саду АН УРСР та переформатовано на відділ акліматизації.

## Структура
Відділом декоративних рослин завідувала Клавдія Калачевська. До відділу належала ділянка площею 5 га. На ділянці було зібрано більше 250 видів і форм декоративних рослин. Відділ мав велику колекцію півників.
Акліматизаційний сад видавав власні збірники наукових праць «Праці Акліматизаційного саду», а пізніше «Видання КАС при ВУАН».
У 1929—1933 роках діяв Акліматизаційний музей при саді.

## Дослідження
Отримані в саду екстракти з пурпурової наперстянки досліджувалися в лабораторії Василя Чаговця. У саду було виведено низку сортів та створено велику колекцію рослин хеномелесу (Chaenomeles sp.).
З насіння персиків, що росли на території України, Микола Кащенко вивів новий зимостійкий сорт «Серпневий Кащенка», 5 поколінь якого було отримано у 1914—1941 роках, та який став основою для багатьох сортів стійких до морозів дерев.
Вперше в Києві в Акліматизаційному саду було висаджено кущ Lespedeza bicolor, за даними Миколи Кащенка також катальпу, що втім не підтверджується іншими дослідниками.

## Співробітники
У 1922 році в саду, окрім Кащенка, працювали наукові співробітники Дмитро Петрович Лук'янов та С. А. Рябова, садівник Семен Дмитрович Лубкін та практиканти, серед яких Валентина Іванівна Дю-Вернуа, Володимир Іванович Жедринський, Василь Володимирович Іванов, Марія Володимиріна Касаєва, Євангелія Павлівна Лебедєва. Фармацевтом саду був Григорій Володимирович Дайн.

## Знищення саду

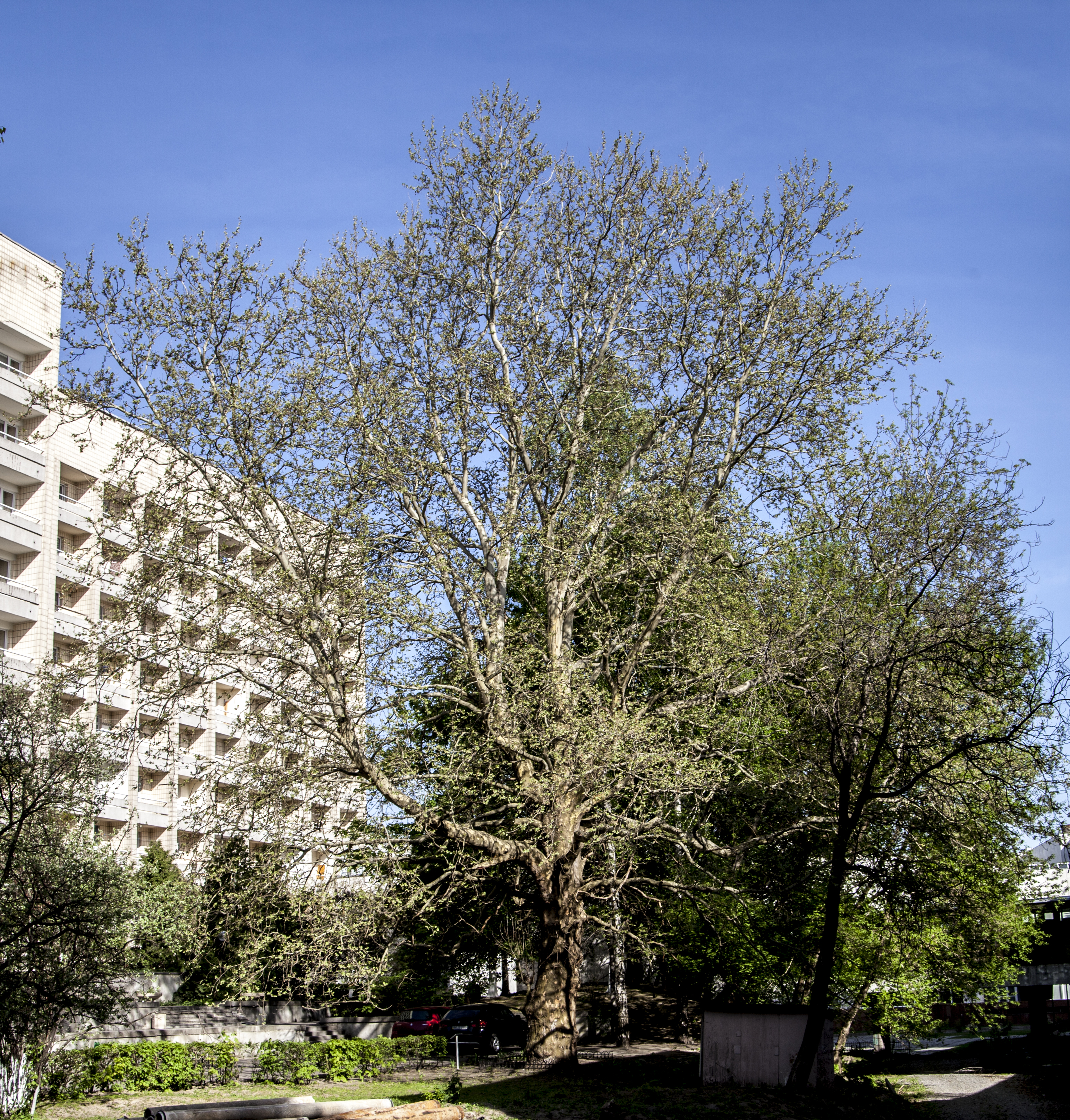
«Платан Кащенка»

У 1975—1976 роках Акліматизаційний сад було знищено, старі дерева здебільшого вирублені. Близько 6 тисяч рослин перенесено до Центрального республіканського ботанічного саду АН УРСР. На місці саду було побудовано два корпуси Вищої партійної школи.
Єдиною згадкою про Акліматизаційний сад є ботанічна пам'ятка місцевого значення «Платан Кащенка», великий платан початку XX століття насадження, що залишився поблизу будівлі на вулиці Юрія Іллєнка, 36. Дерево заповідано 1997 року, належить до списку видатних дерев Києва.